# Conseil des affaires politiques et de sécurité
Le Conseil des affaires politiques et de sécurité (CAPS) est l'un des deux organes de gouvernance du royaume d'Arabie saoudite. Créé en janvier 2015 par le roi Salmane en remplacement du Conseil de sécurité nationale, le CAPS est dirigé par le prince héritier Mohammed ben Salmane Al Saoud depuis le 21 juin 2017.

## Historique
En 2014, la baisse des prix du pétrole et l'apparition de nouvelles menaces sécuritaires en Arabie saoudite amènent roi Salmane à refondre les organes de gouvernance du royaume à son accession au trône le 23 janvier 2015 pour faciliter la prise de décision gouvernementale. Il choisit de dissoudre la douzaine d'entités consultatives alors en place, dont le Conseil de sécurité nationale, pour les remplacer par deux organes transversaux : le Conseil des affaires politiques et de sécurité et le Conseil des affaires économiques et du développement.
Cette opération se fait au bénéfice du prince héritier et du vice prince héritier de l'époque qui se familiarisent à l'exercice de gouvernance à la tête d’organes politiques centrales.
Le CAPS est créé le 29 janvier 2015 avec le prince héritier Mohammed ben Nayef Al Saoud à sa présidence, et inauguré le 11 février 2015 à Riyad,.
Le 21 juin 2017, Mohammed ben Nayef Al Saoud est démis de ses fonctions par le roi Salmane, et remplacé par le nouveau prince héritier Mohammed ben Salmane Al Saoud. Le mandat de Mohammed ben Nayef Al Saoud se caractérise par l'action de la coalition militaire saoudienne pour restaurer la position du président yéménite Abdrabbo Mansour Hadi et dans les combats face aux rebelles Houthis.
En septembre 2017, avec la création  de la Présidence de la sécurité de l'État, le CAPS accueille comme nouveau membre son directeur, Abdul Aziz ben Mohammed Al-Howairini. 

## Organisation
Le Conseil des affaires politiques et de sécurité est composé à sa création de neuf ministres issus de ministères ou de secteurs en lien avec les services de sécurité, de renseignement et des affaires étrangères, nommés par décret royal. Ils évoluent sous la supervision du président du Conseil.

## Composition
| Nom                                             | Fonction au sein du gouvernement                                 |
| ----------------------------------------------- | ---------------------------------------------------------------- |
| Mohammed ben Salmane Al Saoud                   | Premier ministre, Président du Conseil                           |
| Adel al-Joubeir                                 | Ministre des affaires étrangères                                 |
| Prince Khalid ben Abdulaziz ben Ayyaf Al Muqrin | Ministre de la Garde Nationale                                   |
| Saleh ben Abdelaziz Al Ach-Cheikh               | Ministre des Affaires islamiques, de l'Appel et de l'Orientation |
| Musaad ben Mohammed Al-Aiban                    | Ministre d'État, membre du Conseil des Ministres                 |
| Saad bin Khalid Al Jabry                        | Ministre d'État, membre du Conseil des Ministres                 |
| Awwad Alawwad                                   | Ministre de la Culture et de l'Information                       |
| Khalid bin Ali bin Abdullah Al-Humaidan         | Chef de l'Al-Mukhabarat al-Aamah                                 |
| Abdul Aziz ben Mohammed Al-Howairini            | Ministre, directeur de la Présidence de la Sécurité nationale    |